# Ludwig Friedländer
Ludwig Henrich Friedlaender (Königsberg, 16 de julio de 1824 - 16 de diciembre de 1909) fue un filólogo alemán.
Estudió en la universidad de su ciudad, Königsberg, así como en las de Leipzig y Berlín, entre 1841 y 1845. En 1847 comenzó a trabajar como profesor asociado de filología clásica en Königsberg, donde fue profesor asistente desde 1856 y titular a partir de 1858.  
Se retiró en 1892 a Estrasburgo, donde fue profesor honorario de la universidad de esta ciudad. 
De origen judío, abrazó el protestantismo.

## Obras literarias
Su obra principal es Darstellungen aus der Sittengeschichte Roms in der Zeit von August bis zum Ausgang der Antonine (3 vols., 1862-71; 6ª ed., 1889-90). Esta obra se considera una de las producciones filológicas más notables del siglo XIX. Fue traducida al español, el francés, el italiano y el húngaro.
Otras obras de Friedländer son:
- Nicanoris περὶ Ιλιακῆς Στιγμῆς Reliquiæ Emendatiores (1850);
- Ueber den Kunstsinn der Römer in der Kaiserzeit (1852);
- Aristonici Alexandrini περὶ Σημείων Ιλιάδος Reliquiæ Emendatiores (1853);
- Die Homerische Kritik von Wolf bis Grote (1853).

Editó y anotó a varios autores clásicos:
- Marcial (2 vols., 1886);
- La Cena de Trimalción de Petronio (con traducción, 1891);
- Las Sátiras de Juvenal (1895)

En español hay una traducción parcial de su obra cumbre:
- La sociedad romana. Historia de las costumbres en Roma, desde Augusto hasta los Antoninos. México, Fondo de Cultura Económica, 1984.